# Beczuana
Beczuana (od głównego plemienia Tsuanów) – brytyjski protektorat w południowej Afryce, w latach 1885–1966. Obecnie jest to niepodległe państwo Botswana. W latach 1909–1966 protektorat zarządzany był przez Wysokiego Komisarza. W latach 1965–1966 stolicą protektoratu było Gaborone. W latach 1885–1965 stolicą protektoratu było Mahikeng; powodowało to, że stolica Beczuany była eksklawą na terytorium innego państwa (Związku Południowej Afryki, a później RPA).

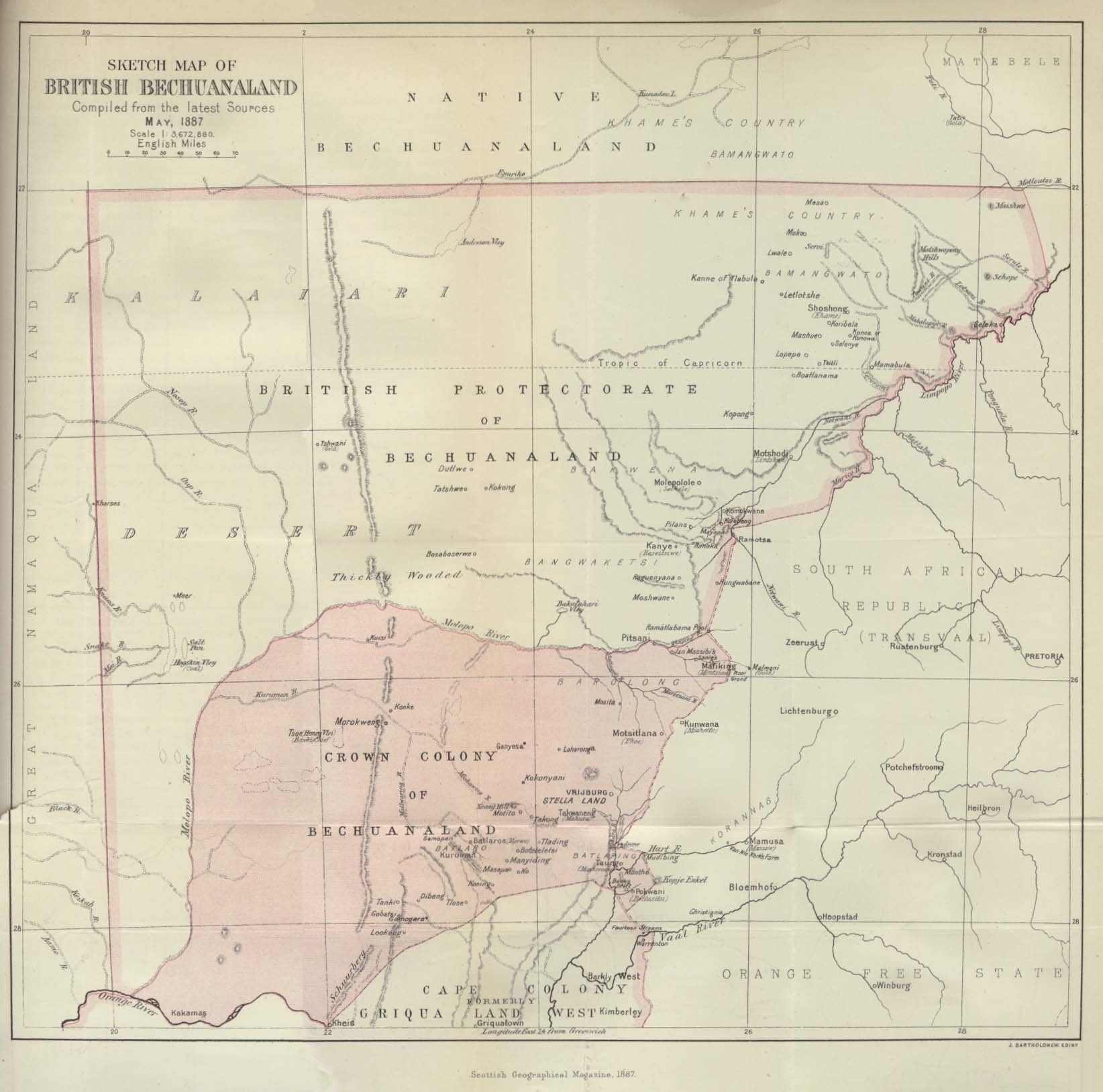
Mapa Beczuany z roku 1887. Na różowo zaznaczono obszar będący kolonią koronną, pozostałe tereny w granicach obszaru z wyznaczoną na różowo granicą stanowiły brytyjski protektorat

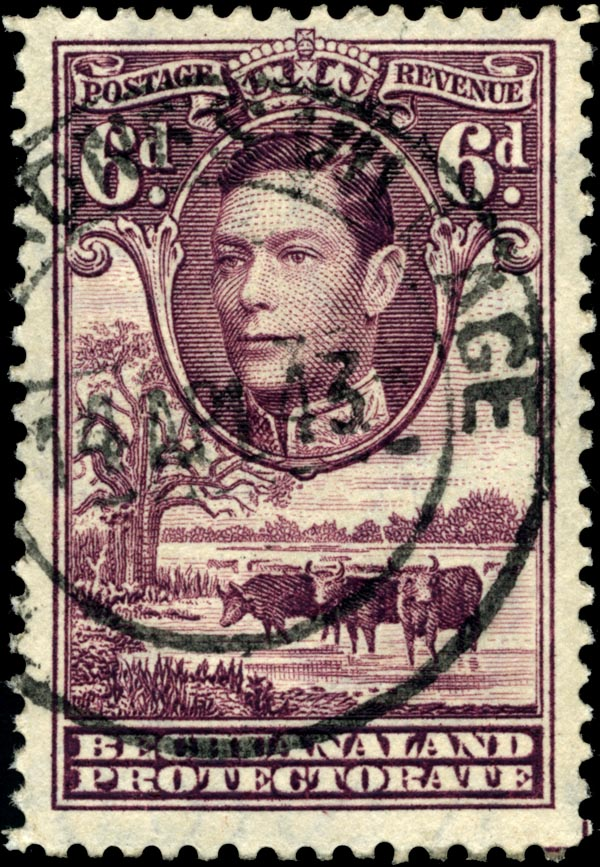
Znaczek pocztowy z Beczuany z roku 1938.